# Rhododendron arboreum
Rhododendron arboreum är en ljungväxtart. Rhododendron arboreum ingår i släktet rododendron, och familjen ljungväxter.

## Underarter
Arten delas in i följande underarter:
- R. a. albotomentosum
- R. a. arboreum
- R. a. nilagiricum
- R. a. zeylanicum
- R. a. cinnamomeum
- R. a. roseum

## Bildgalleri

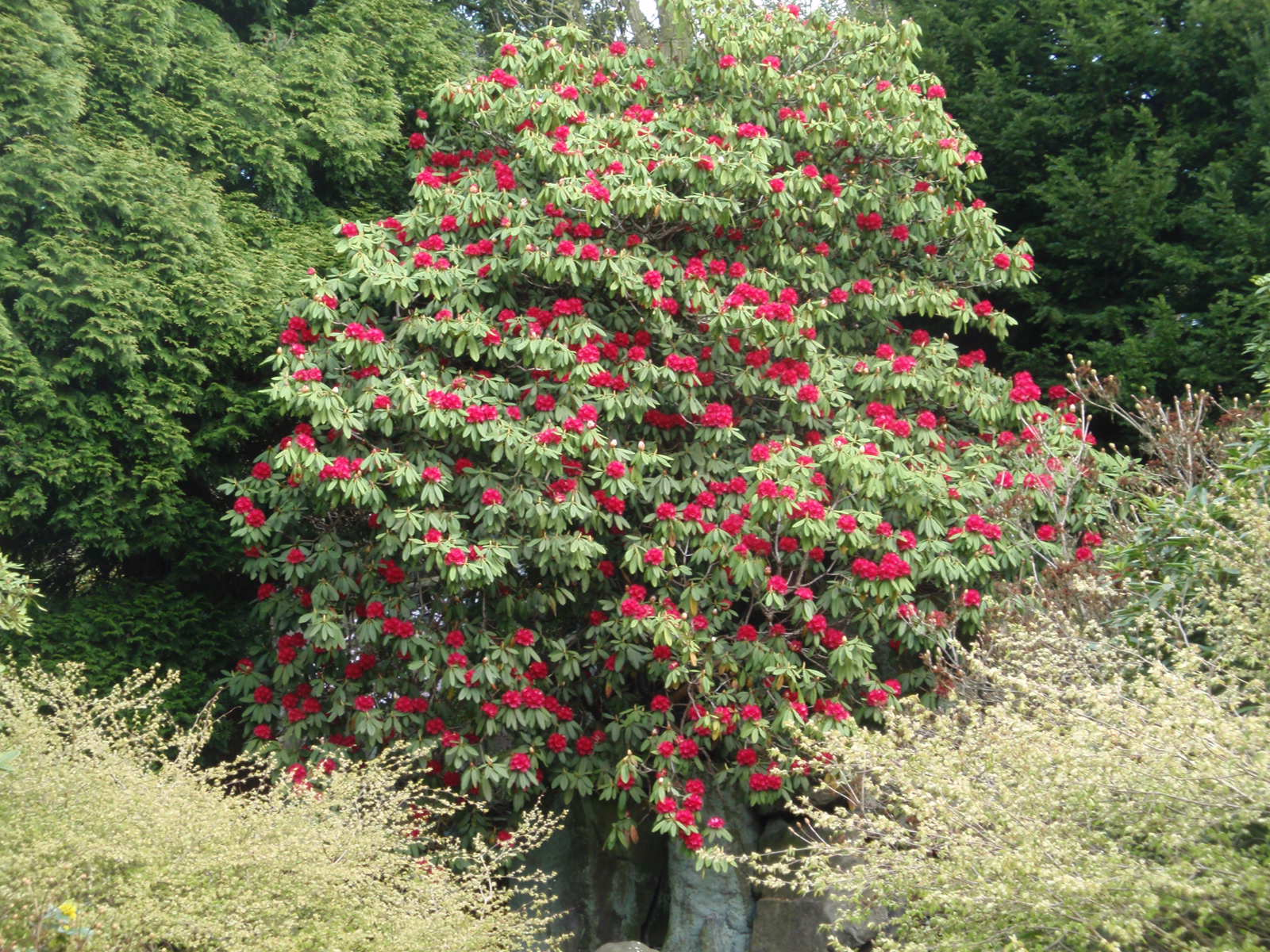
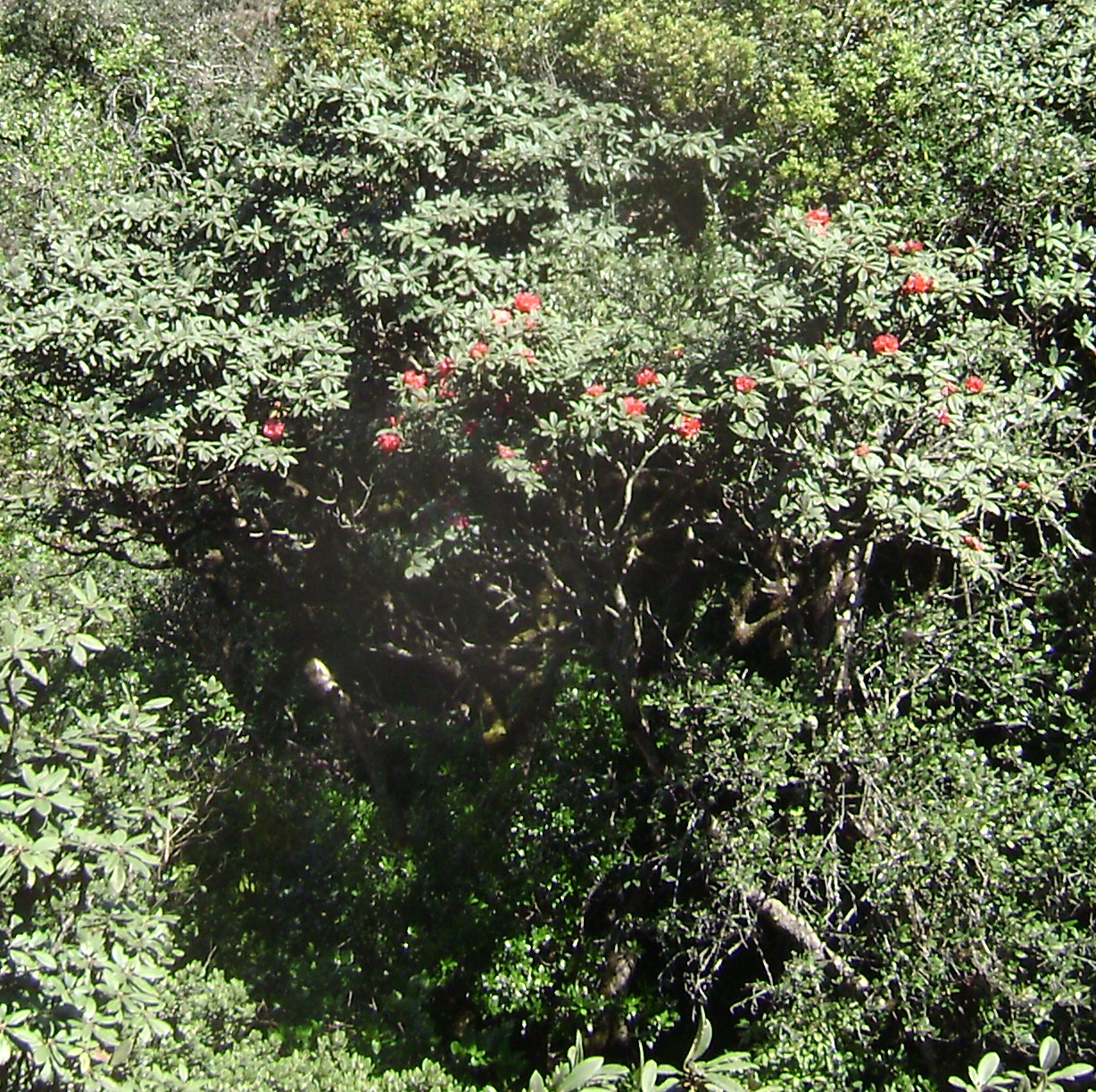
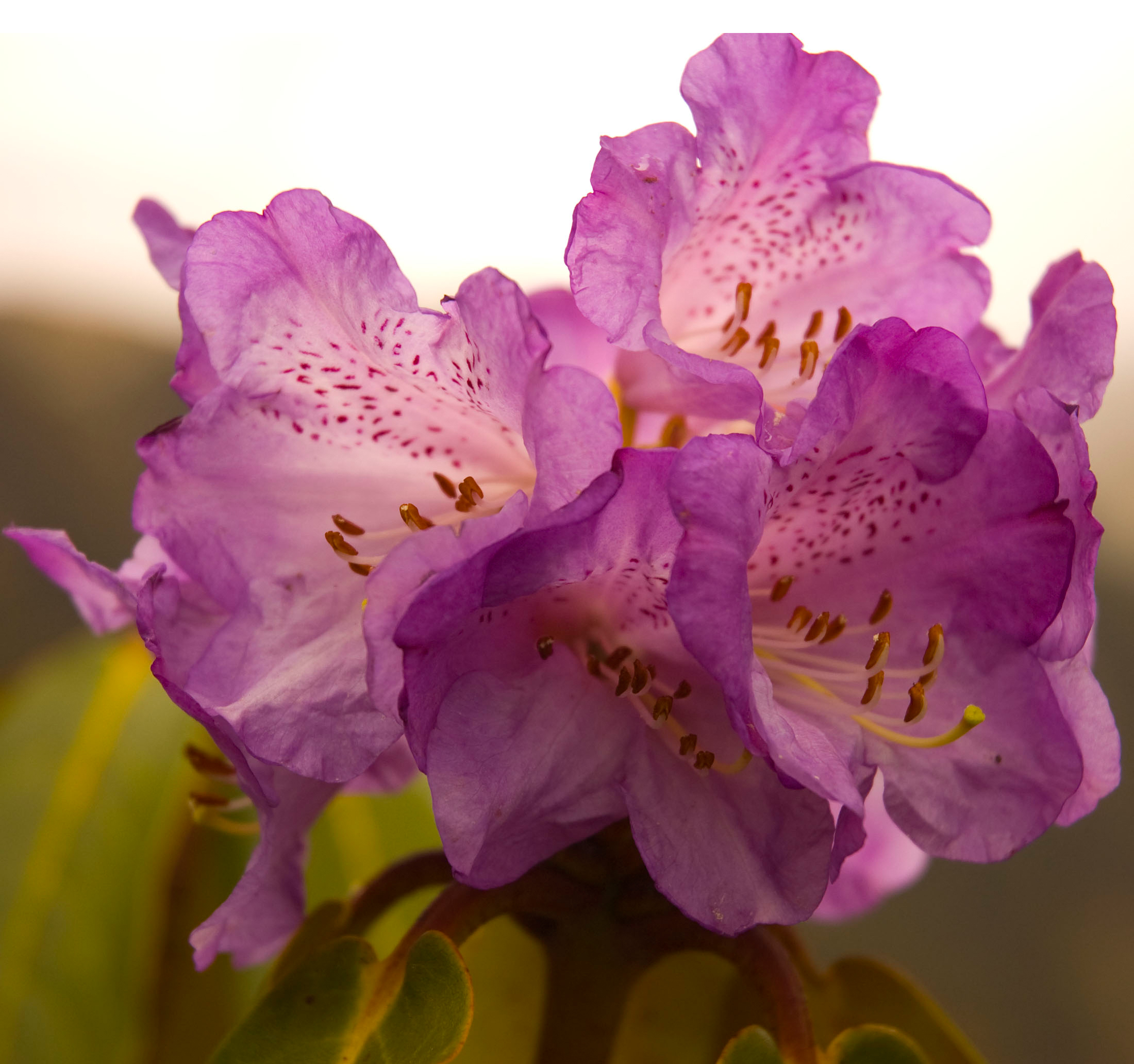
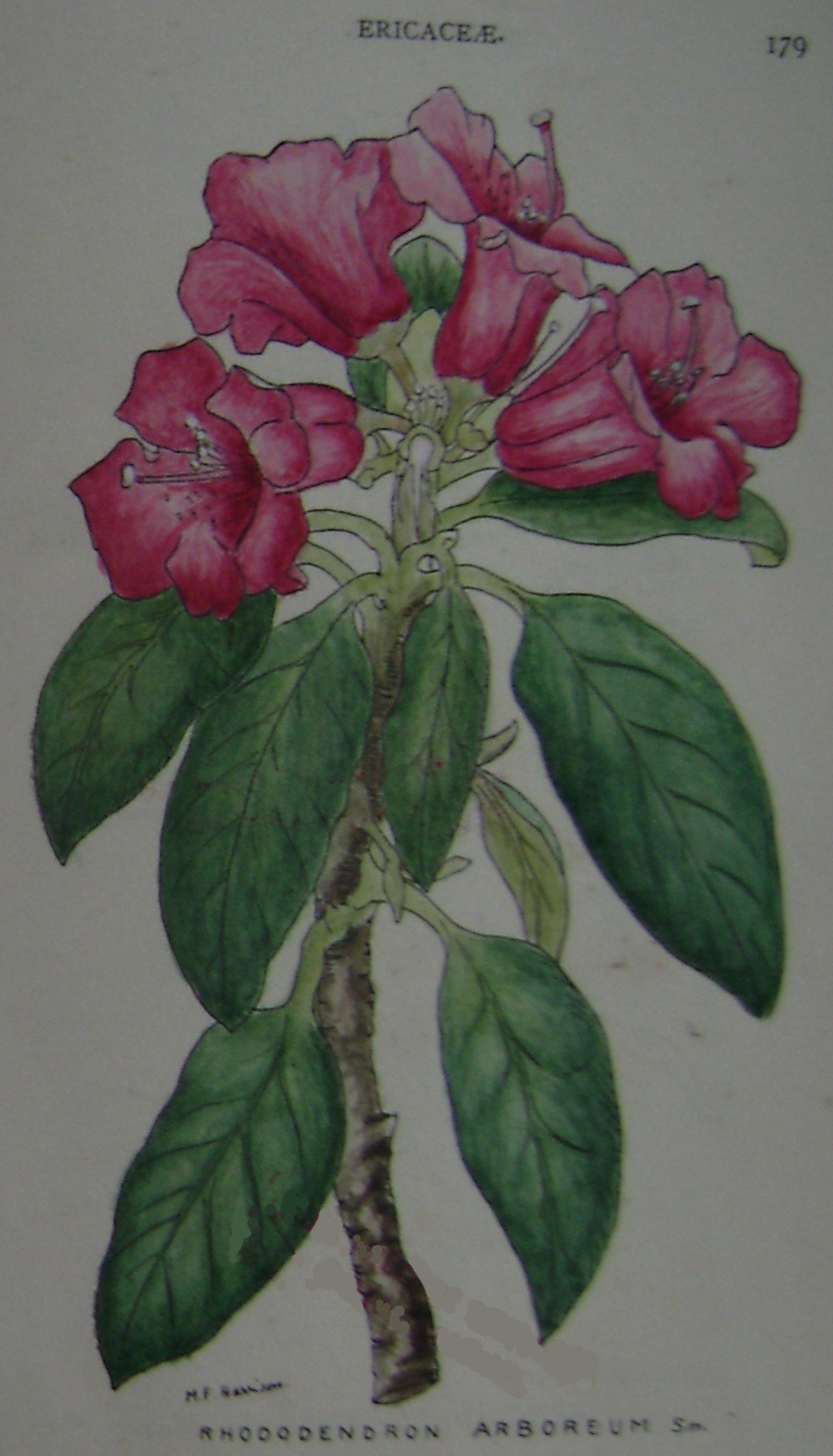
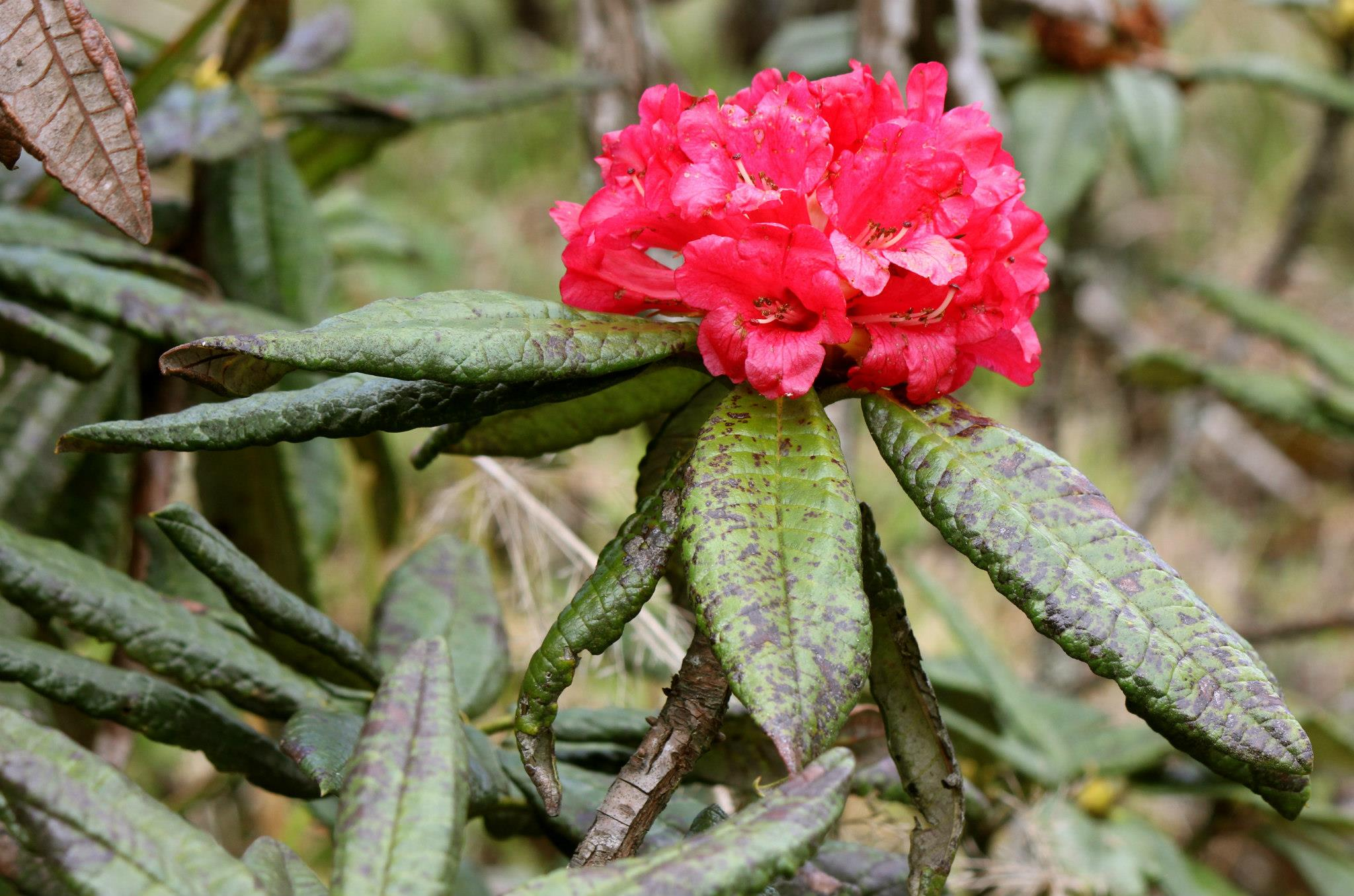
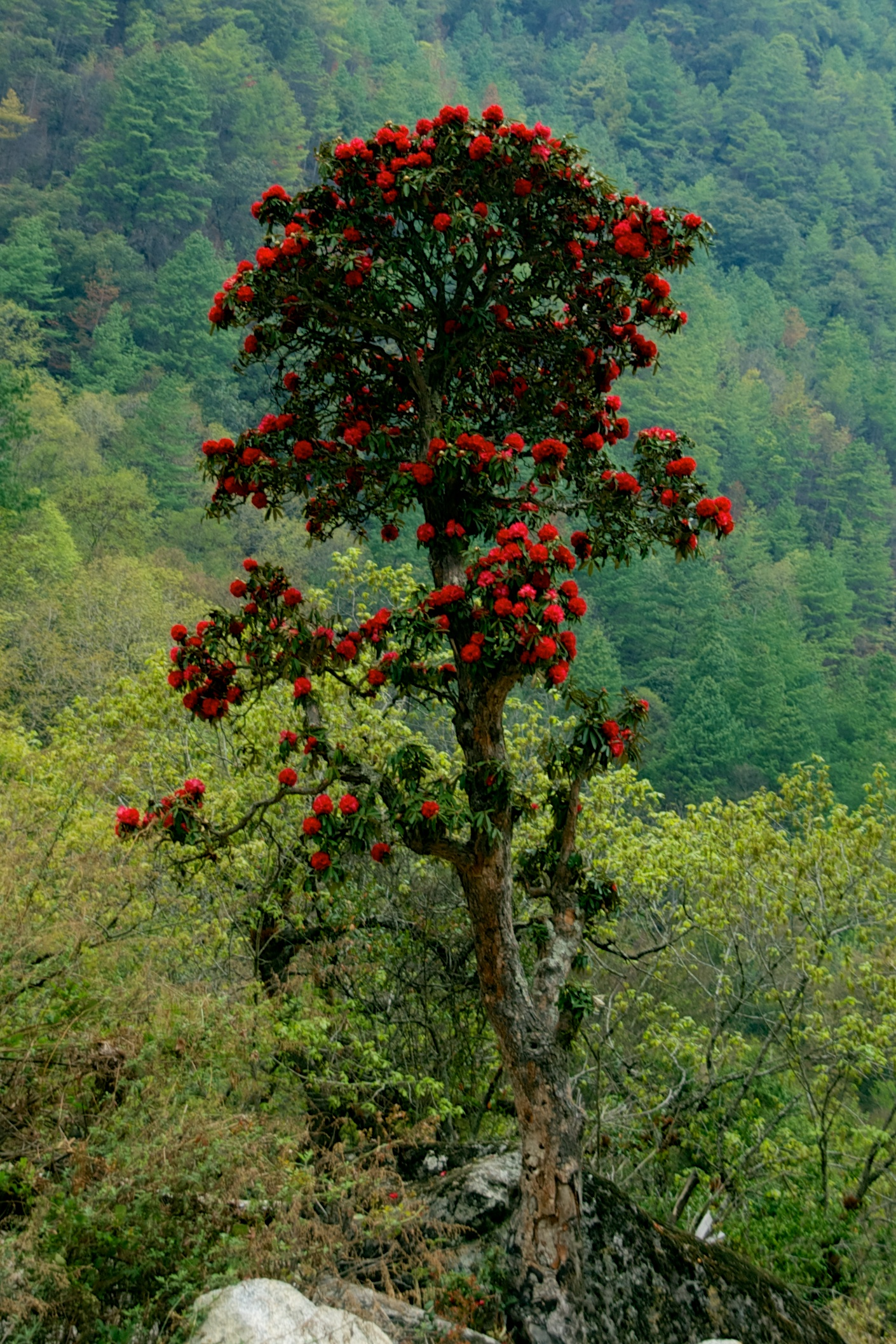
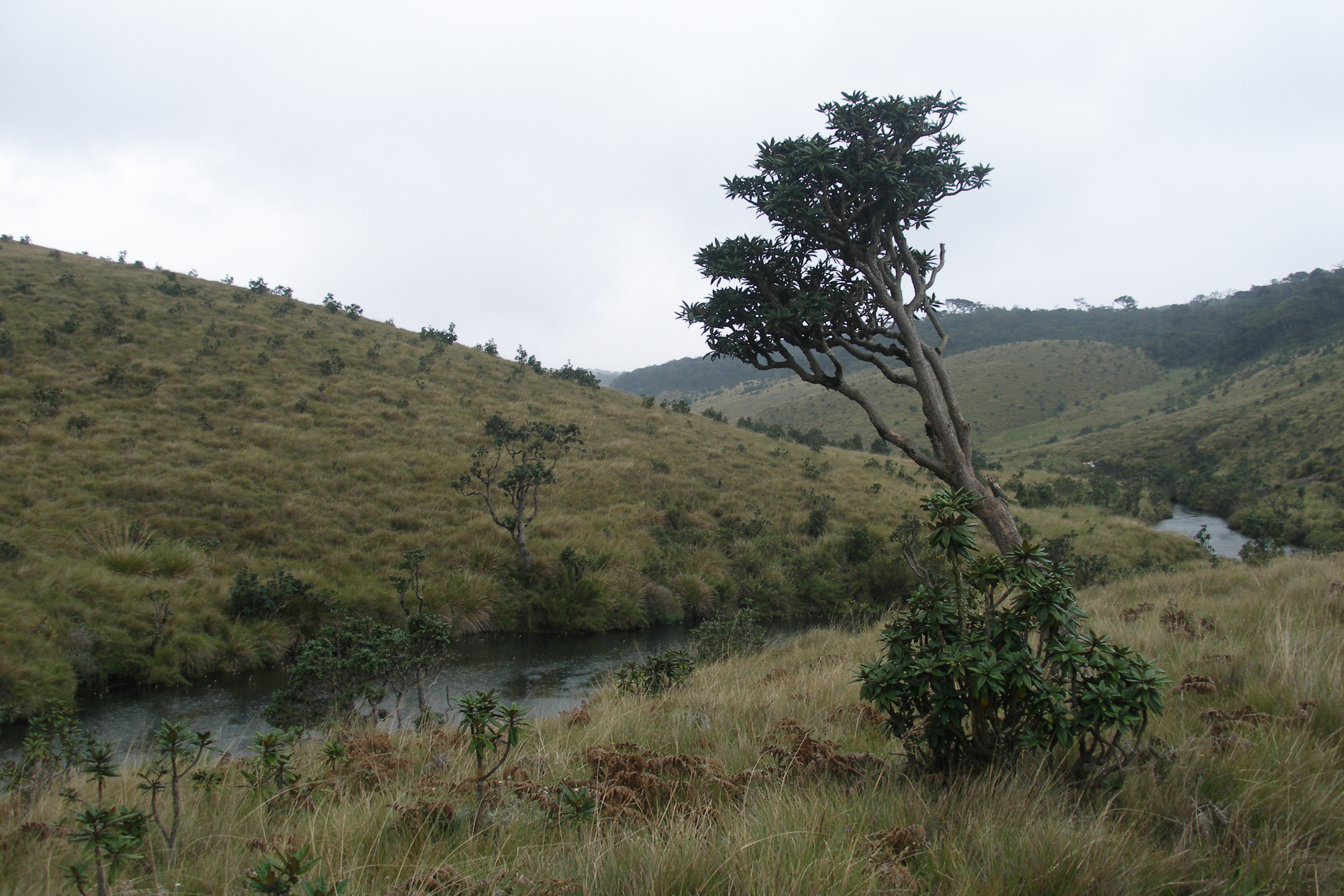